# Opopanax
Ne doit pas être confondu avec Opopanax (résine).
Cet article concerne la plante. Pour le roman de Monique Wittig, voir L'Opoponax.
Genre
Opopanax est un genre de plantes à fleurs de la famille des Apiacées (ou Ombellifères). Ce sont des plantes herbacées originaire d'Eurasie.

## Étymologie
Le nom Opopanax vient du grec ὀπός (opos) « jus » ou « suc » et πάναξ (panax) « qui guérit tout », qui a aussi donné le mot panacée en français.

## Synonymes
On rencontre parfois le nom Opoponax (utilisé notamment par Gaston Bonnier dans ses flores) mais il s'agit d'une forme altérée.

## Description
La plante se présente en touffes surmontées d'une longue tige menant à de petites fleurs blanches ou jaunes.

## Répartition et habitat
La plante nécessite un climat chaud d'Europe méditerranéenne et d'Asie occidentale pour se développer.

## Liste des espèces
Le genre Opopanax contient quatre espèces :
- Opopanax chironium (L.) W.D.J.Koch  -  Opopanax de Chiron
- Opopanax hispidus (Friv.) Griseb.
- Opopanax persicus Boiss.
- Opopanax siifolius (Boiss. & Heldr.) Menemen

## Répartition
Le genre Opopanax est représenté en Europe méridionale et au Proche-Orient (de la Turquie à l'Iran).

## Utilisation thérapeutique
Le genre Opopanax est utilisé en médecine depuis l'antiquité. Pour Scribonius Largus, connu pour son ouvrage Compositones, le panax (qui désigne plusieurs plantes du genre Opopanax), est utilisé contre le mal de tête (Compositiones, V), la douleur de côté (Compositiones, CXVII), l'induration du foie (Compositiones, CXXVI), dans une thériaque (Compositiones, CLXV), contre les ulcères purulents (Compositiones, CCXXXVII) et est un émollient pour la tension des nerfs (Compositiones, CCLX).
L'opopanax a également des vertus stimulantes et relaxantes[réf. nécessaire]. Au XVIIe siècle, les médecins étaient persuadés que les propriétés odoriférantes des plantes servaient au processus de guérison . Ainsi, un emplâtre contenant de l'opopanax fut administré à Louis XIV pour soigner une tumeur.
La gomme-résine aromatique nommée Opopanax était un des multiples constituants de la thériaque de la pharmacopée maritime occidentale au XVIIIe siècle. Elle était transformée aussi en parfum.